# Frances Benjamin Johnstonová

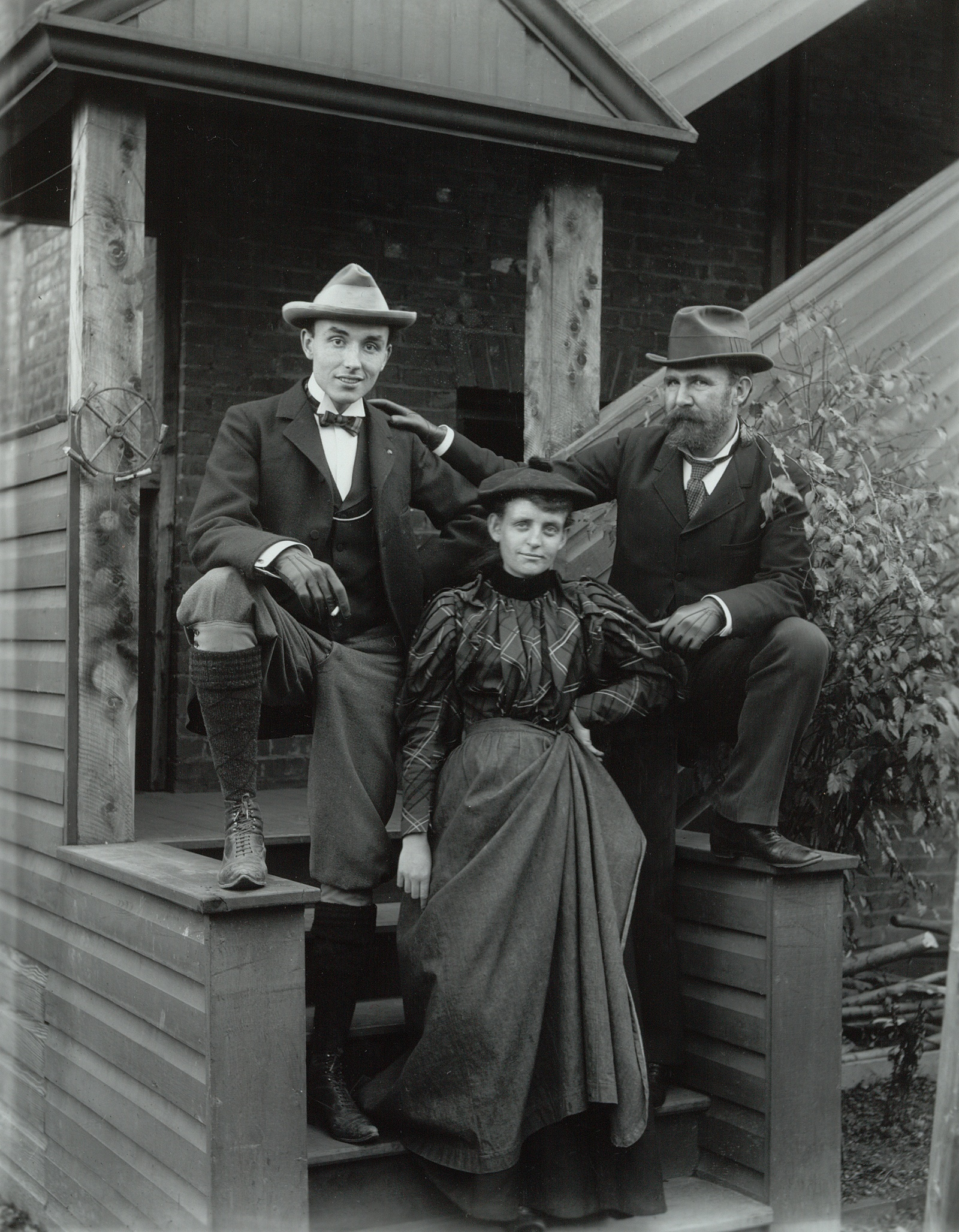
Frances Benjamin Johnston (vpředu), Mills Thompson (vlevo) a Frank Phister

Frances Benjamin Johnstonová (nepřechýleně Johnston; 15. ledna 1864 – 16. května 1952) byla jednou z prvních amerických fotografek a fotoreportérek.

## Životopis
Jako jediné přeživší dítě bohatých a dobře zavedených rodičů studovala na Julianově akademii. Jako nezávislá a mladá žena se silnou vůlí psala články pro časopisy, než našla svou tvůrčí sílu ve fotografii. První fotoaparát dostala od podnikatele George Eastmana, blízkého přítele rodiny a vynálezce nového a lehčího aparátu Eastman Kodak. Fotografické vzdělání a vybavenou temnou komoru získala od Thomase Smillieho, kameramana na institutu Smithsonian.
Pořizovala portréty svých přátel, rodiny a místních lidí, dokud v roce 1890 nezačala pracovat jako fotografka na volné noze a cestovat po Evropě. Díky známosti se Smilliem navštěvovala významné fotografy a sbírala předměty do muzejních sbírek. Získala další praktické zkušenosti ve svém oboru, tím, že pracovala pro nově vytvořenou společnost Eastman Kodak ve Washingtonu v sekci přeposílání filmu na vyvolání a poskytovala poradenství zákazníkům v případě rozbité kamery. Otevřela si své vlastní fotografické studio ve Washingtonu v roce 1895, kde pořídila portréty mnoha slavných současníků včetně takových jako byli Susan B. Anthony, Mark Twain a Booker T. Washington. Dobře se zapojila do elitní společnosti, byla pověřena časopisy fotografovat portréty 'celebrit' a byla přezdívána Photographer to the American court. Mezi portrétovanými byli například Admiral Dewey na palubě USS Olympia, Rooseveltovy děti hrající si se svými domácími zvířaty na zahradách Bílého domu a zahradách slavné vily Editha Wartona blízko Paříže.
Během listopadu 1898 Zaida Ben-Yusufová a Frances Benjamin Johnstonová uspořádaly „woman show“ svých prací v instituci Camera Club of New York.
Fotografky Zaida Ben-Yusufová a Frances Benjamin Johnstonová dohlížely na světové výstavě Exposition Universelle v Paříži roku 1900 na sestavení výstavy s tématem Americké ženy fotografky. Zde měla několik svých fotografií například Sarah Choate Searsová, Emma Justine Farnsworth nebo Mary Devensová.

### Mattie Edwards Hewitt
Mattie Edwards Hewitt byla zpočátku své kariéry spojována s Frances Benjaminou Johnstonovou, která se později stala její milenkou a od roku 1909 s ní osm let žila a pracovala. Společně založily studio Johnston-Hewitt v New Yorku, které fungovalo od roku 1913 do roku 1917. Staly se dobře známé v oblasti architektonické a krajinářské fotografie a pořídily mnoho snímků slavných budov a zahrad, které označovaly textem: názvy „Slečna Johnstonová a paní Hewittová“ nebo „Frances Benjamin Johnstonová a Mattie Edwards Hewittová“.
Ovlivnil ji článek o fotografii Frances Johnstonové, publikovaný v Ladies Home Journal. Během návštěvy New Yorku v roce 1901, kde se zúčastnila Panamerické výstavy v Buffalu, se Hewitt setkala s Johnstonovou, tehdy slavnou fotografkou působící ve Washingtonu. Johnstonová zásadně ovlivňovala nejen fotografickou kariéru Hewittové, ale několik let také její osobní život. Stala se fanouškem Johnstonové a začala jí psát dopisy, v nichž hledala její pomoc profesionálně i osobně. Hewitt žádala o radu v několika věcech, včetně poskytnutí pracovní příležitosti pro jejího manžela u bratří Lumièrů, francouzských fotografů a vědců, v jejich nově otevřené kanceláři na východním pobřeží v New Yorku. Hledala u Johnstonové rady ohledně vytvoření temné komory v jejím domě, který postavil její manžel; tato temná komora se stěnami zpevněnými terakotovou keramikou měla dostatek polic a prostoru pro dvě osoby, aby zde mohly volně pracovat. V této temné komoře ateliéru svého manžela zvětšovala fotografie, které pořídila Johnstonová.
Korespondence obou žen, která byla většinou jednostranná, byla místy smyslná s prohlášením o její lásce k Johnstonové. Její dopisy Johnstonové jsou součástí knihy s názvem The Woman behind the Lens: The Life and Work of Frances Benjamin Johnston (Žena za objektivem: Život a dílo Frances Benjamin Johnstonové“ 1864–1952) Bettiny Berch, které rovněž obsahují „výměny milostných“ dopisů mnoha dalších tehdy slavných žen, například mezi Virginií Woolfovou a Vitou Sackville- Westovou, Eleanor Rooseveltovou a Lorenou Hickokovou, Ednou St. Vincent Millayovou a Edith Wynne Matthisonovou a Margaret Meadovou a Ruth Benedictovou. Jeden z Hewittových dopisů Johnstonové obsahoval text: „Zajímalo by mě, proč očekávám, že mi budete rozumět lépe než většině jiných lidí - je to proto, že vás tak miluji?“ Na základě těchto dopisů autor biografie tvrdí, že výměny byly „neochvějně lesbické... velmi upřímné“. Někteří vědci se však domnívají, že taková romantická výměna dopisů nebyla u ženy 19. století neobvyklá. Ale mnoho dalších má pocit, že takové dopisy jsou „vodítkem k větší lesbické subkultuře“.
Hewitt se poté v roce 1909 rozvedla se svým manželem Arthurem Hewittem a přestěhovala se do New Yorku, kde pracovala a žila s Johnstonovou. Po svém rozvodu byla životně závislá na profesionální fotografii a věnovala se jí s odhodláním a tvrdila, že „je to nejvíce fascinující umění“. Její fotografická kariéra byla „přechodem od amatérky v 19. století k profesionálce 20. století“, kdy došlo k výrazným inovacím ve fotografickém vybavení.
I když se v roce 1909 přestěhovala do New Yorku, teprve v roce 1913 založila ve spolupráci s Johnstonovou fotografickou firmu s názvem „Johnston-Hewitt Studio“ v New Yorku se specializací na architektonickou a zahradní fotografii. Zatímco Johnstonová zastávala primární úkol fotografování pro studio, Hewitt pracovala ve studiu jako asistentka temné komory. V této fázi byla závislá na Johnstonové jako své mentorce. Jejich partnerství se však v roce 1917 z neznámých důvodů rozpadlo. Hewitt vyvinula své vlastní profesionální dovednosti v oblasti fotografování domů a zahrad a osamostatnila se.

## Galerie

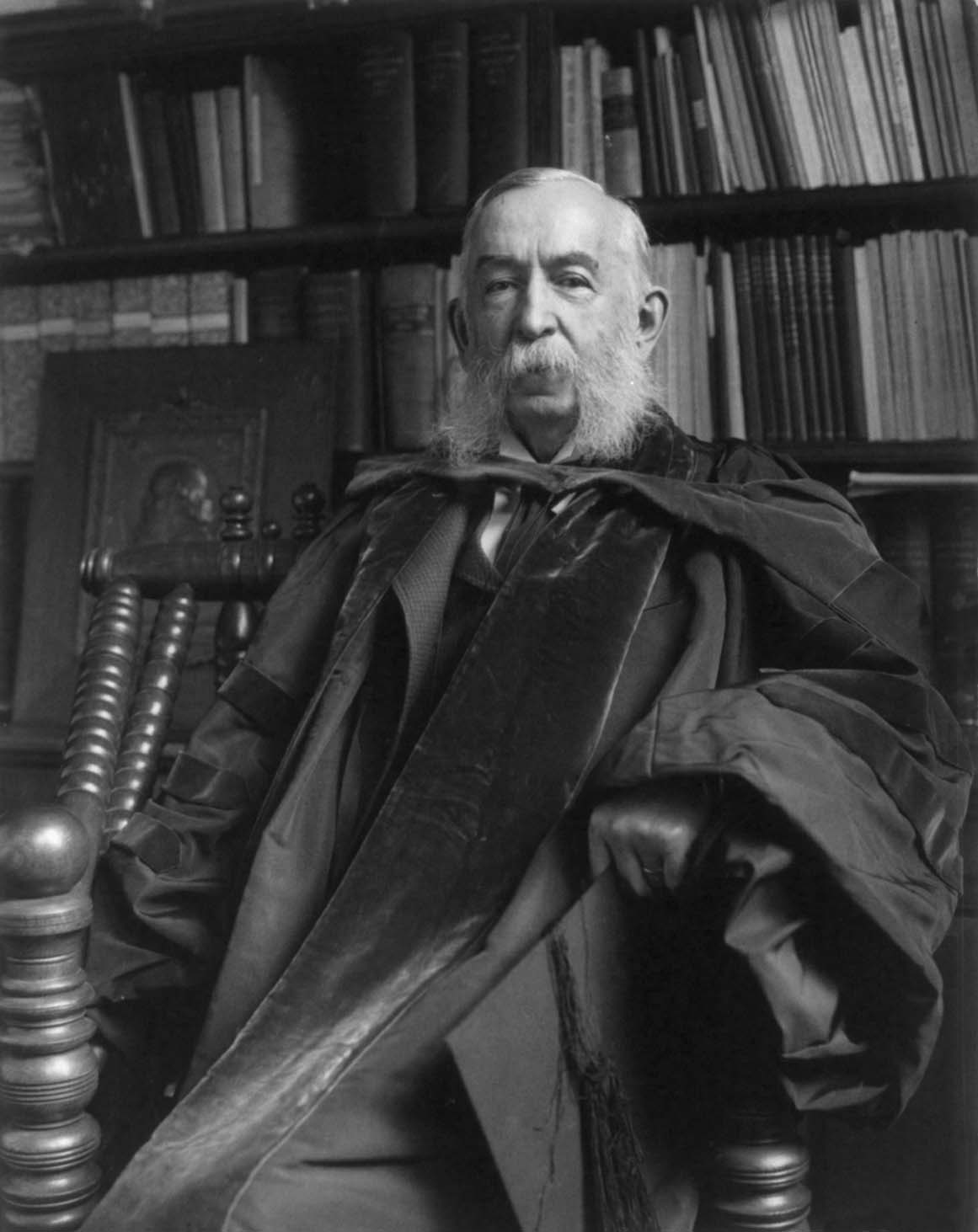
Daniel Coit Gilman, tříčtvrteční portrét, asi 1890, Library of Congress
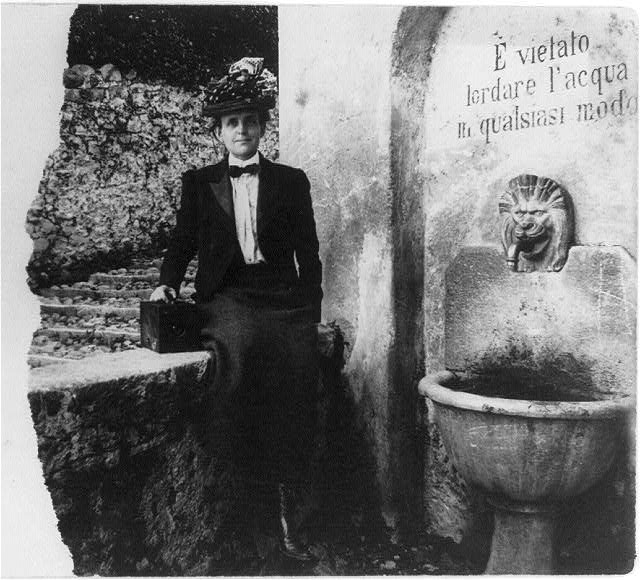
Frances Benjamin Johnstonová, autoportrét, Itálie, 1905
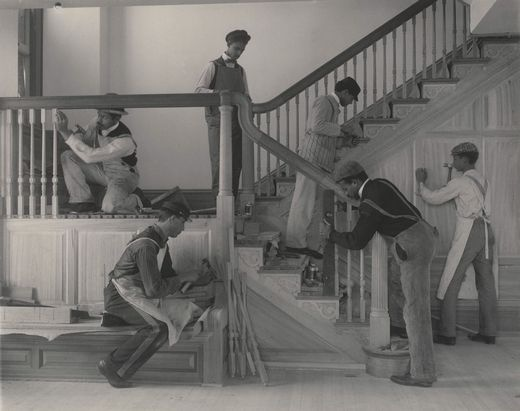
Schodiště rezidenčního pokladníka, 1899
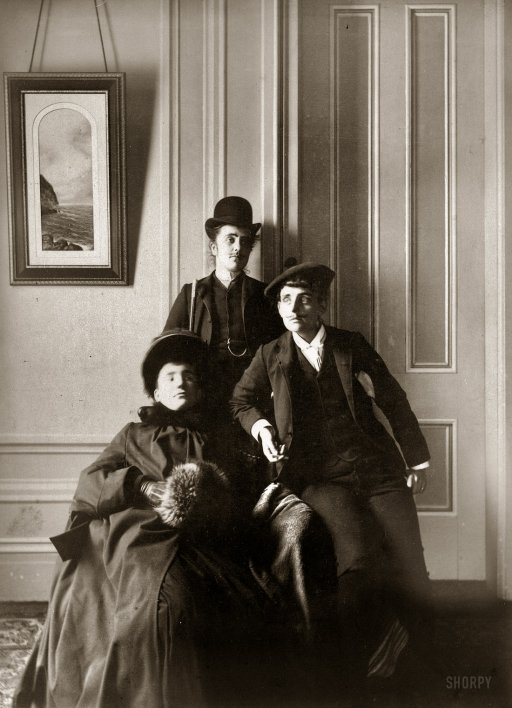
Crossdressing (Oblékání křížem), 1890 (vpravo Frances Benjamin Johnstonová)
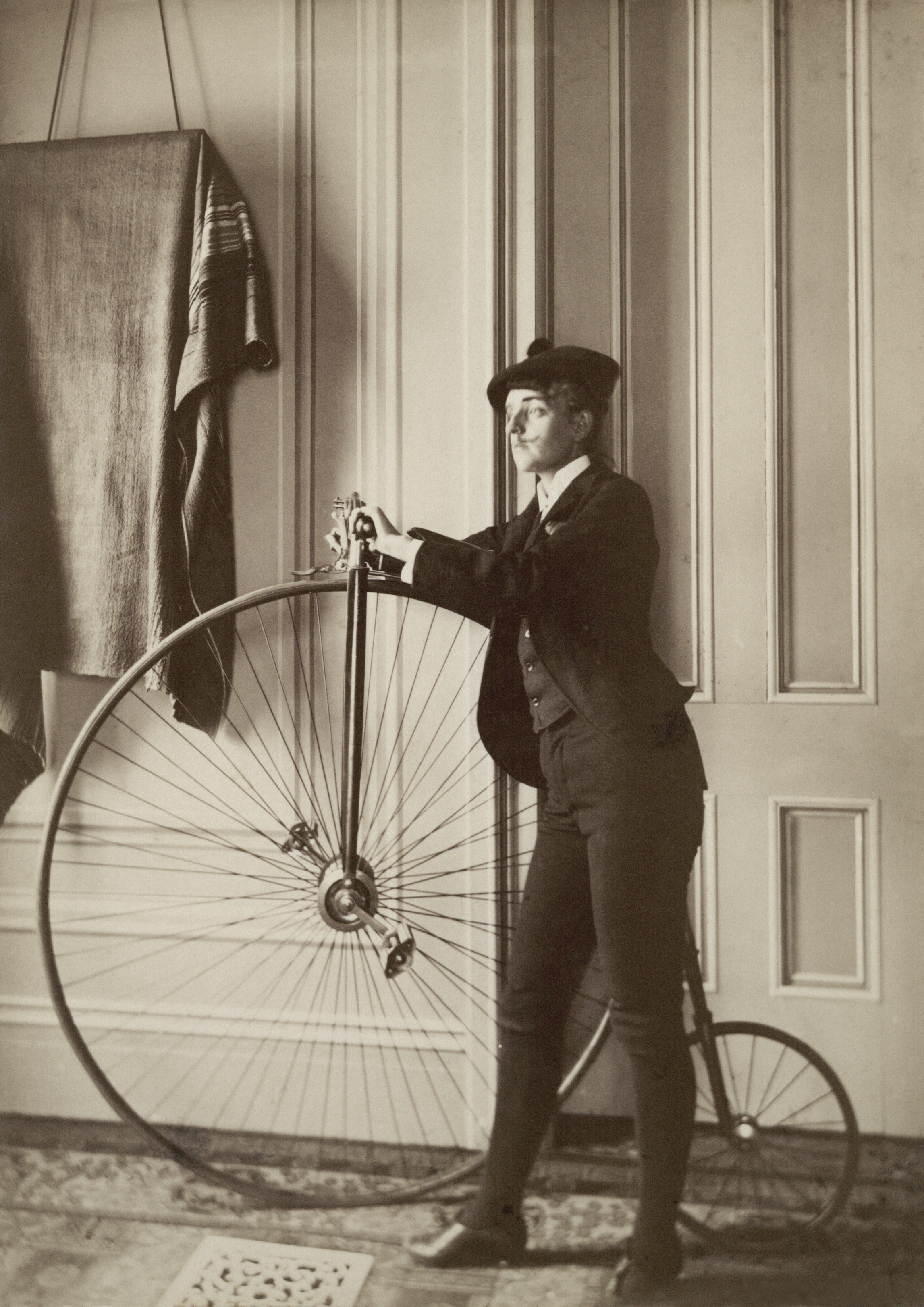
Frances Benjamin Johnston, autoportrét s falešným knírem, 1890
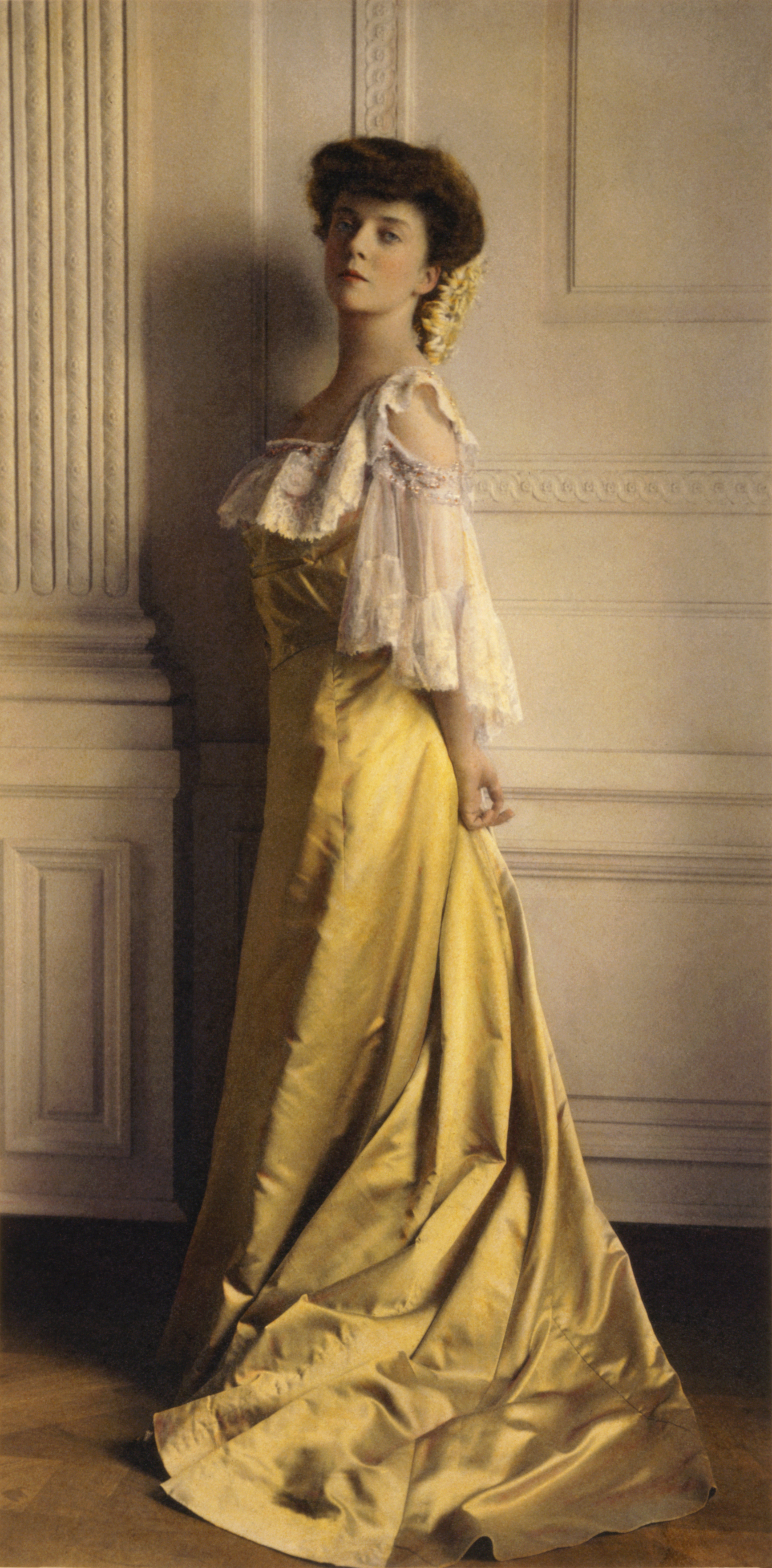
Alice Rooseveltová, 1903, kolorováno
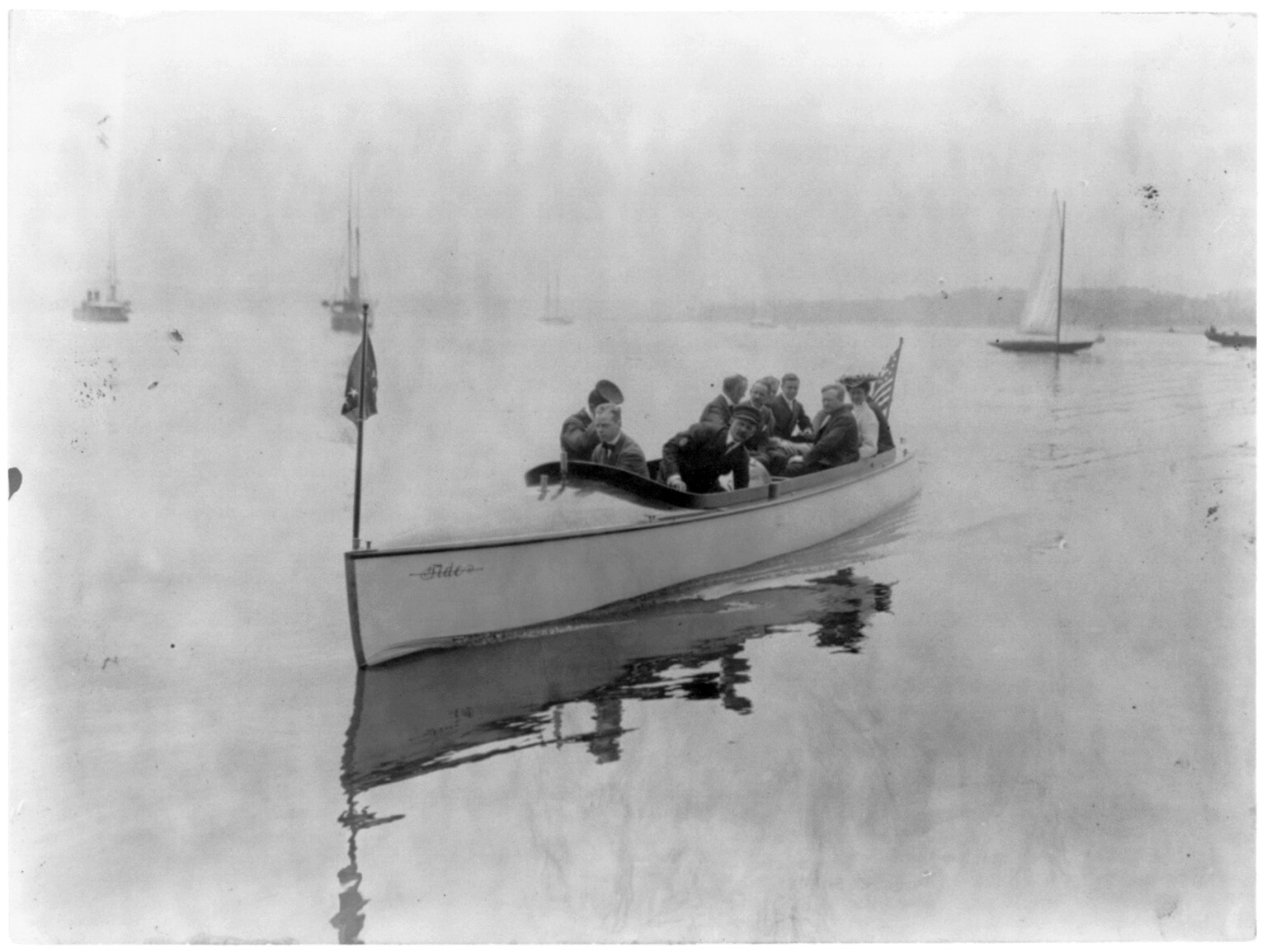
Five Small motor launch, Oyster Bay, Long Island, 1905
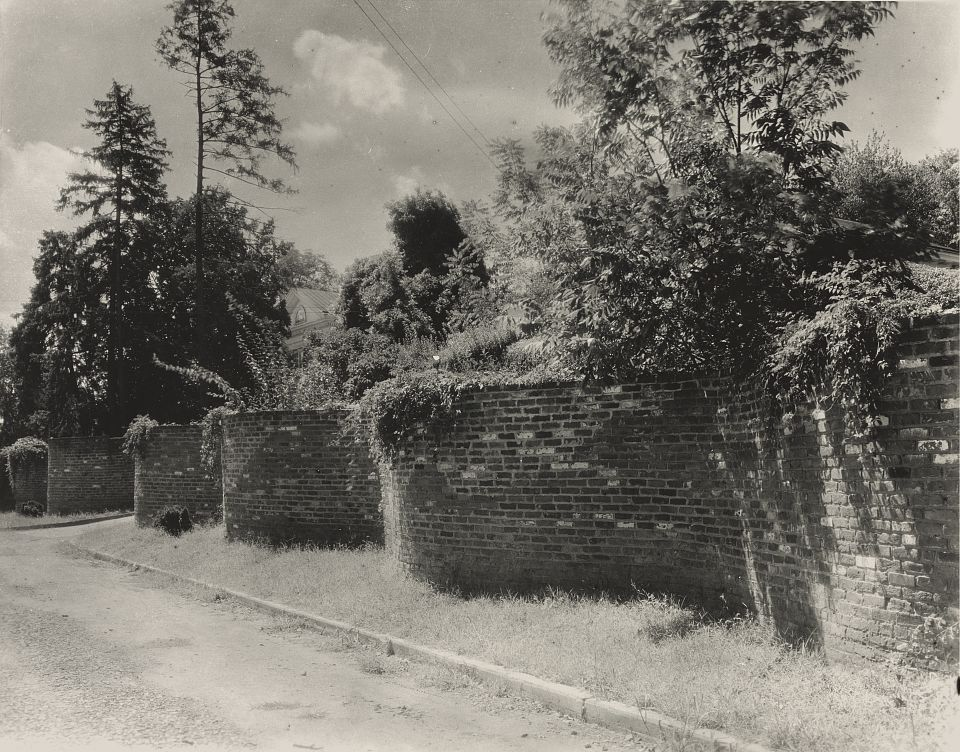
Serpentine walls University of Virginia Charlottesville, 1935
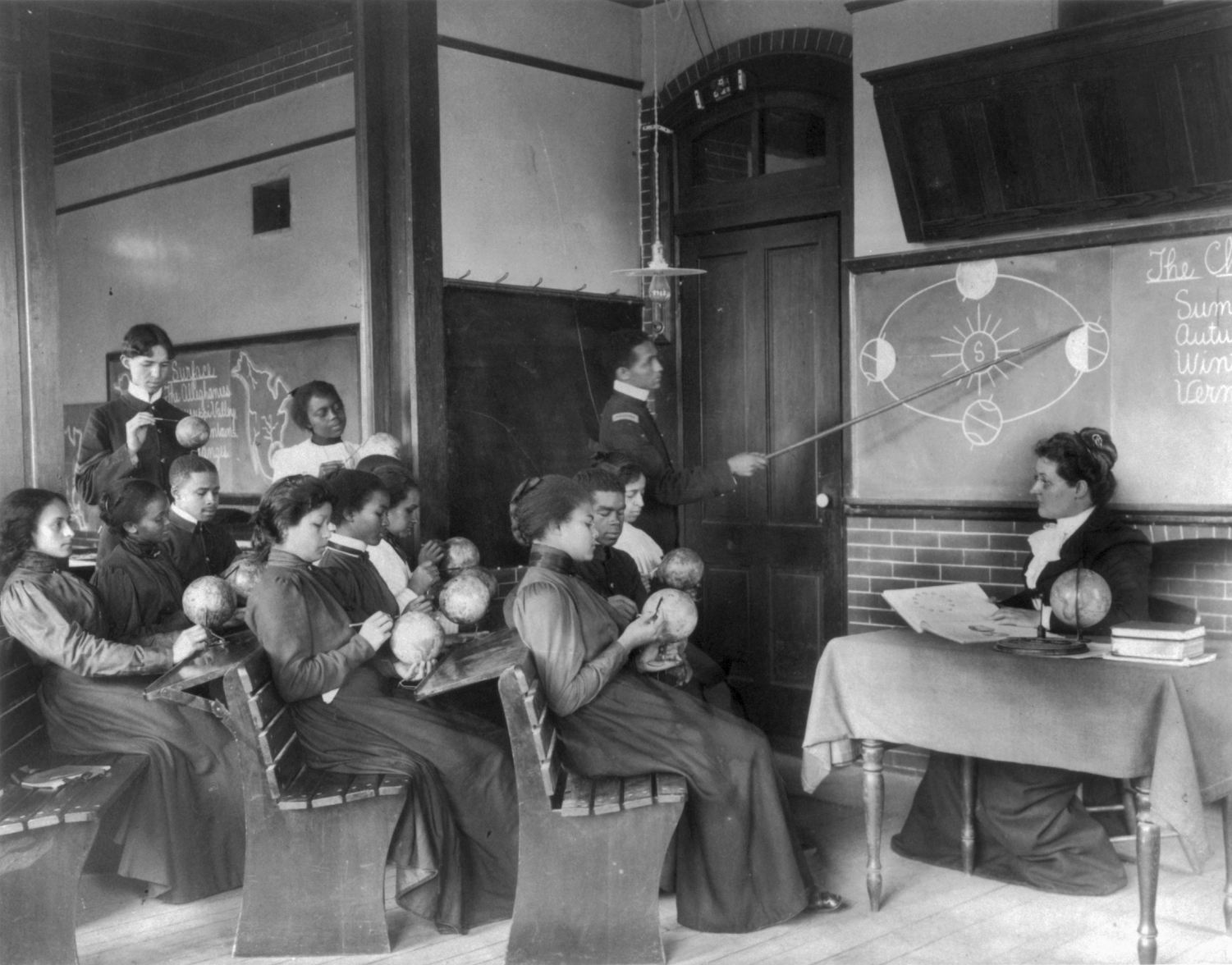
Hampton Institute, geografie, 1899 (vystaveno v Paříži, 1900)
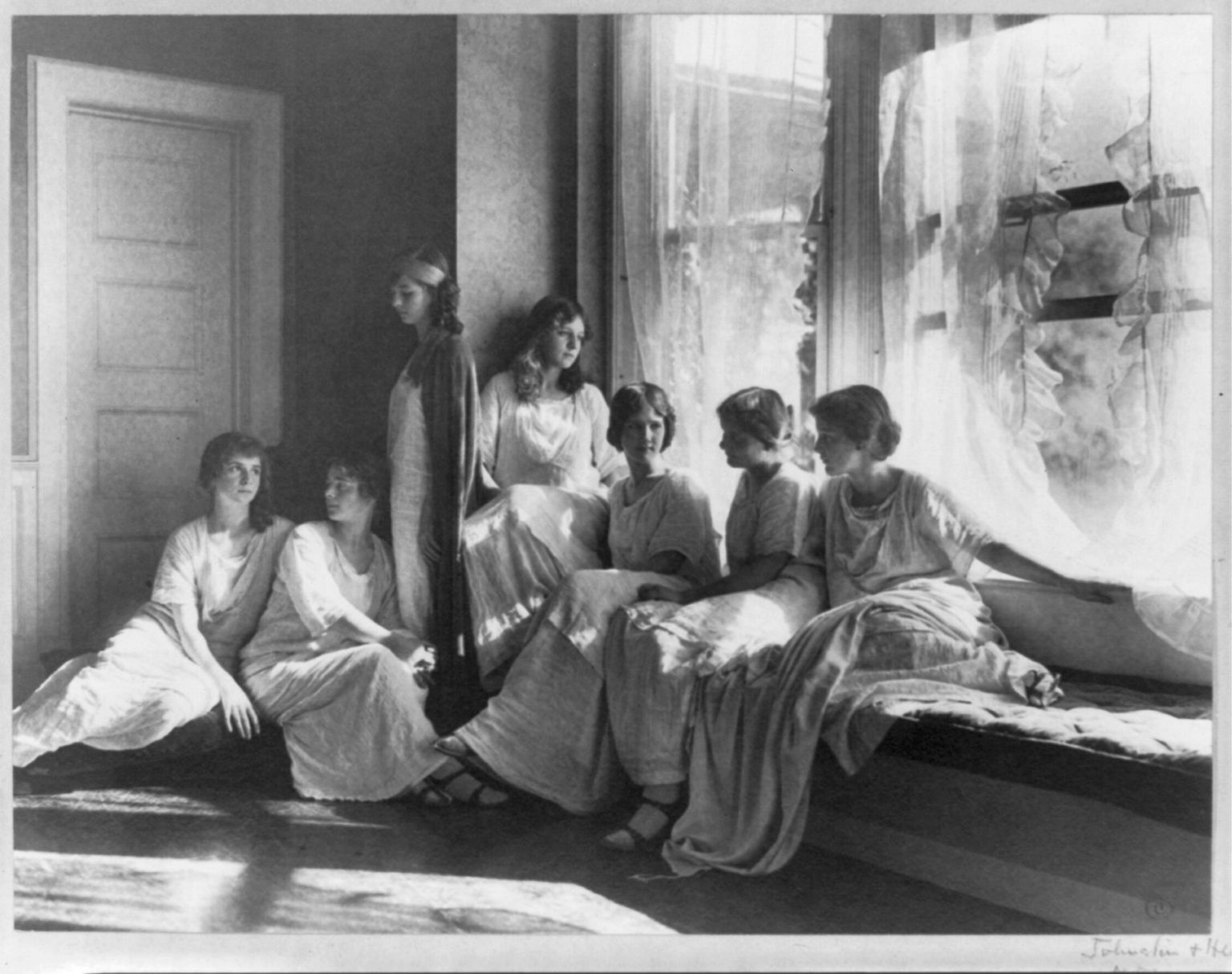
Tanečnice Isadora Duncana
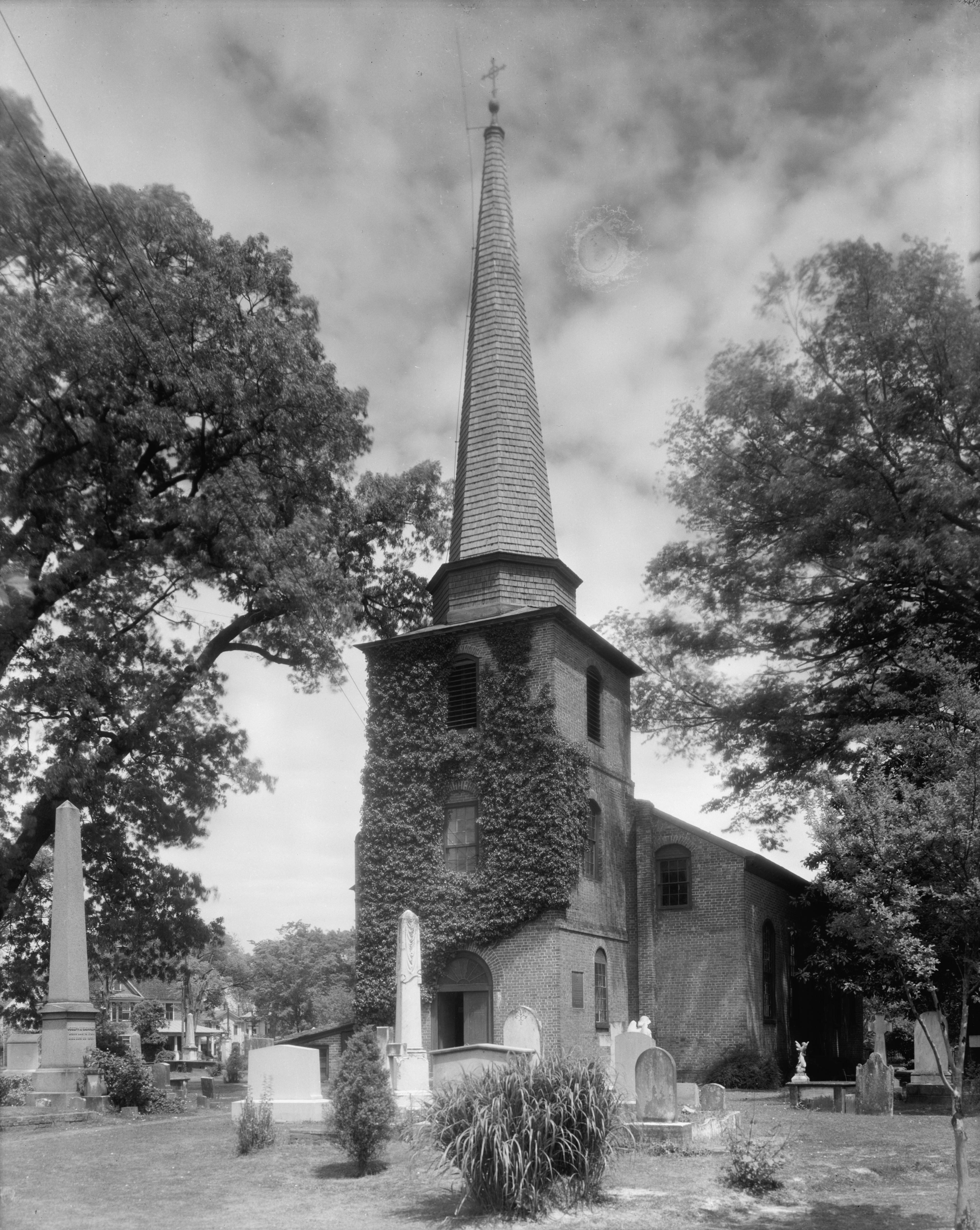
St. Paul's Church, Edenton, 1937
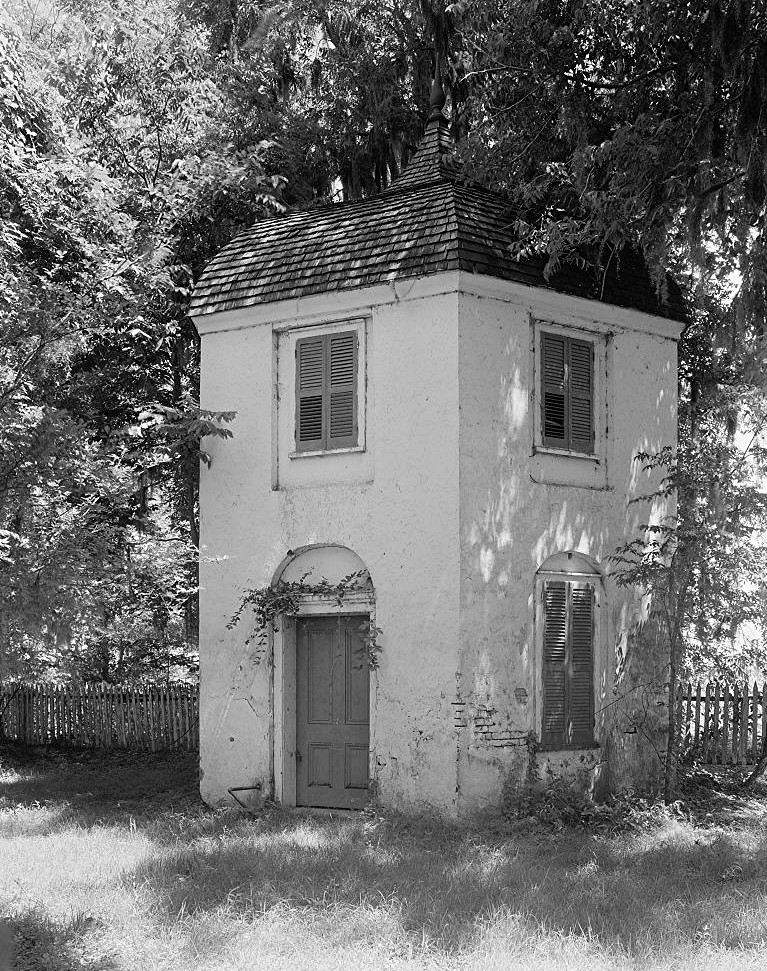
Houmas House Plantation Bachelor's Quarters, 1938
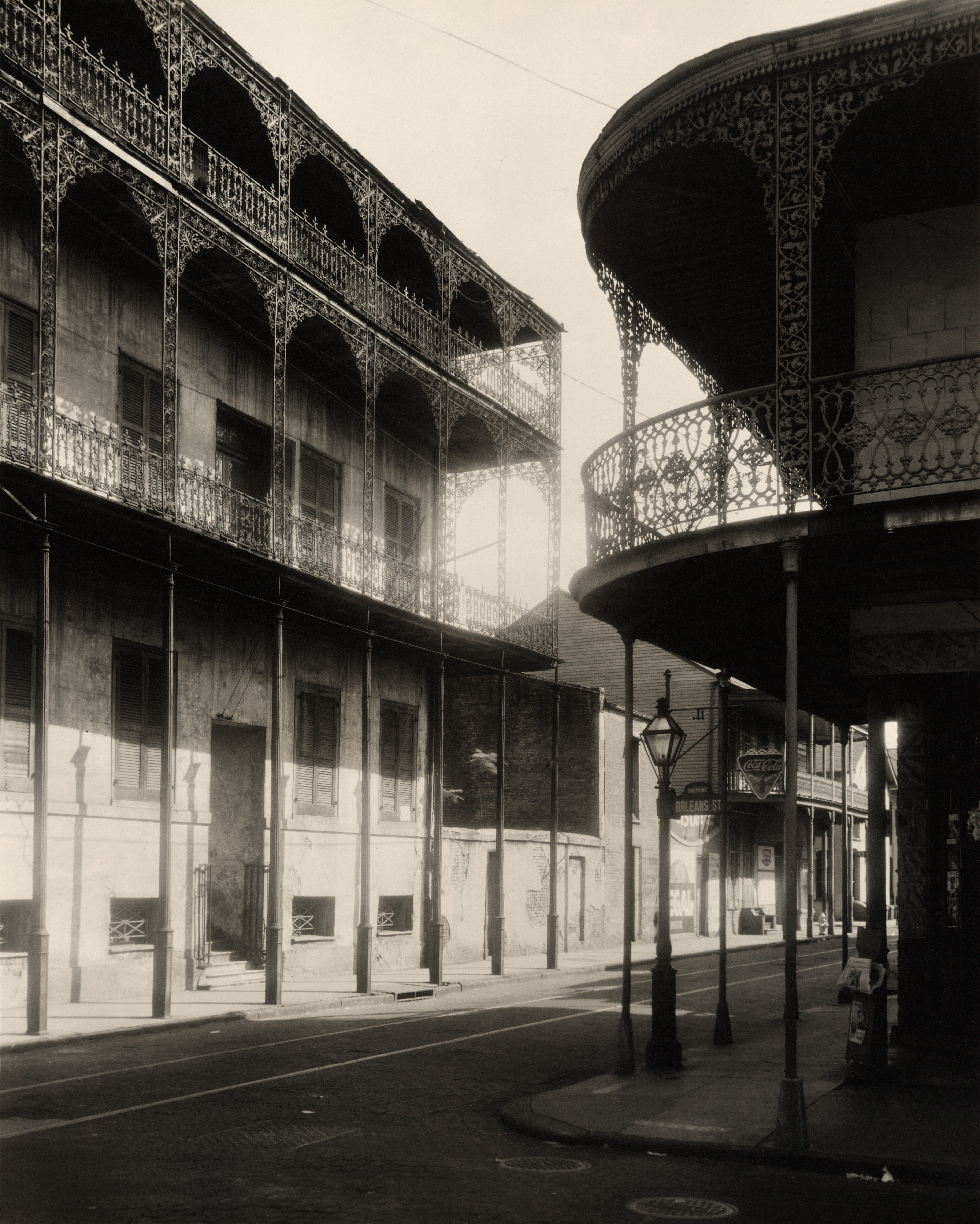
House of the Turk, Dauphine Street, New Orleans, 1937
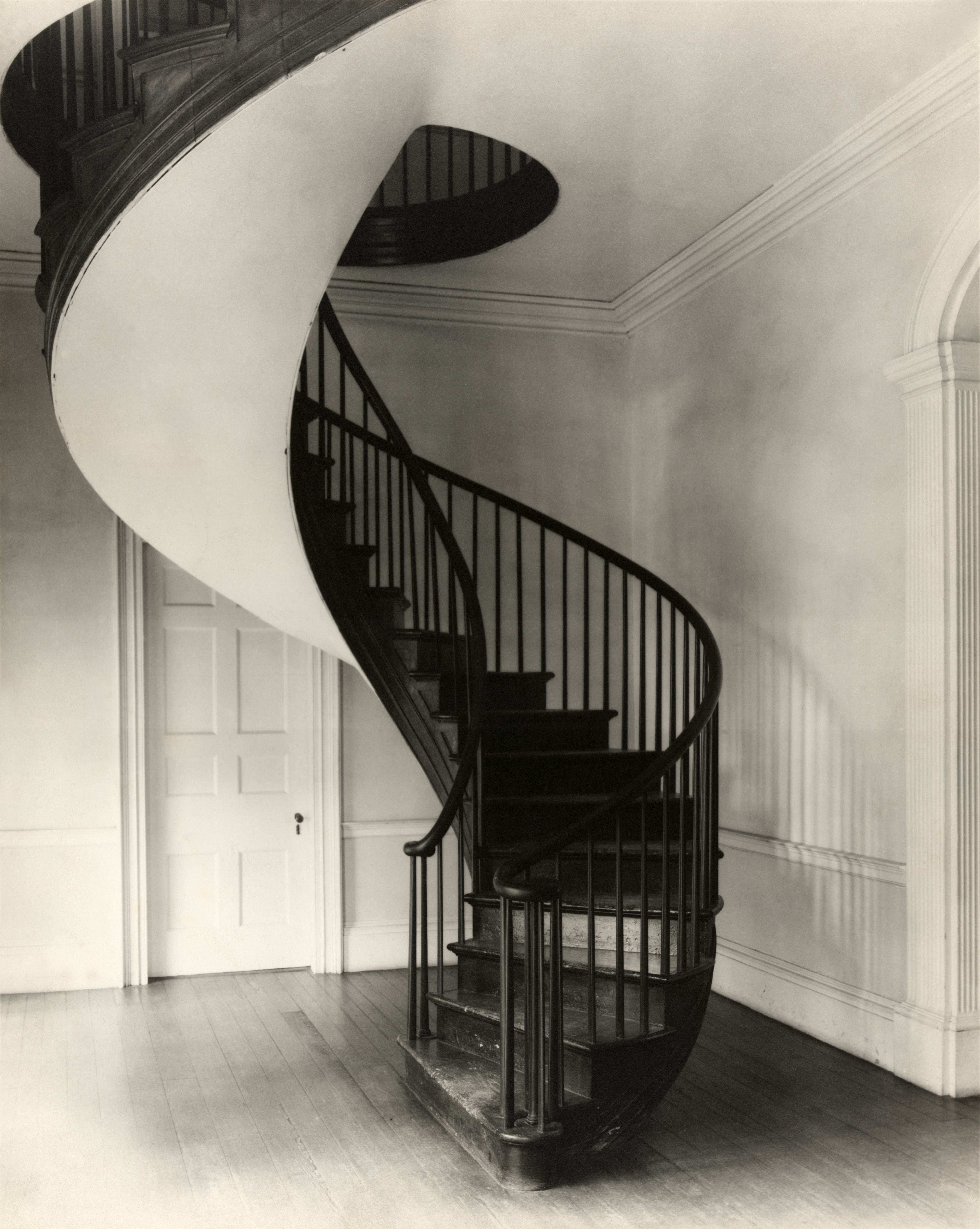
Spirálové schodiště, 1938
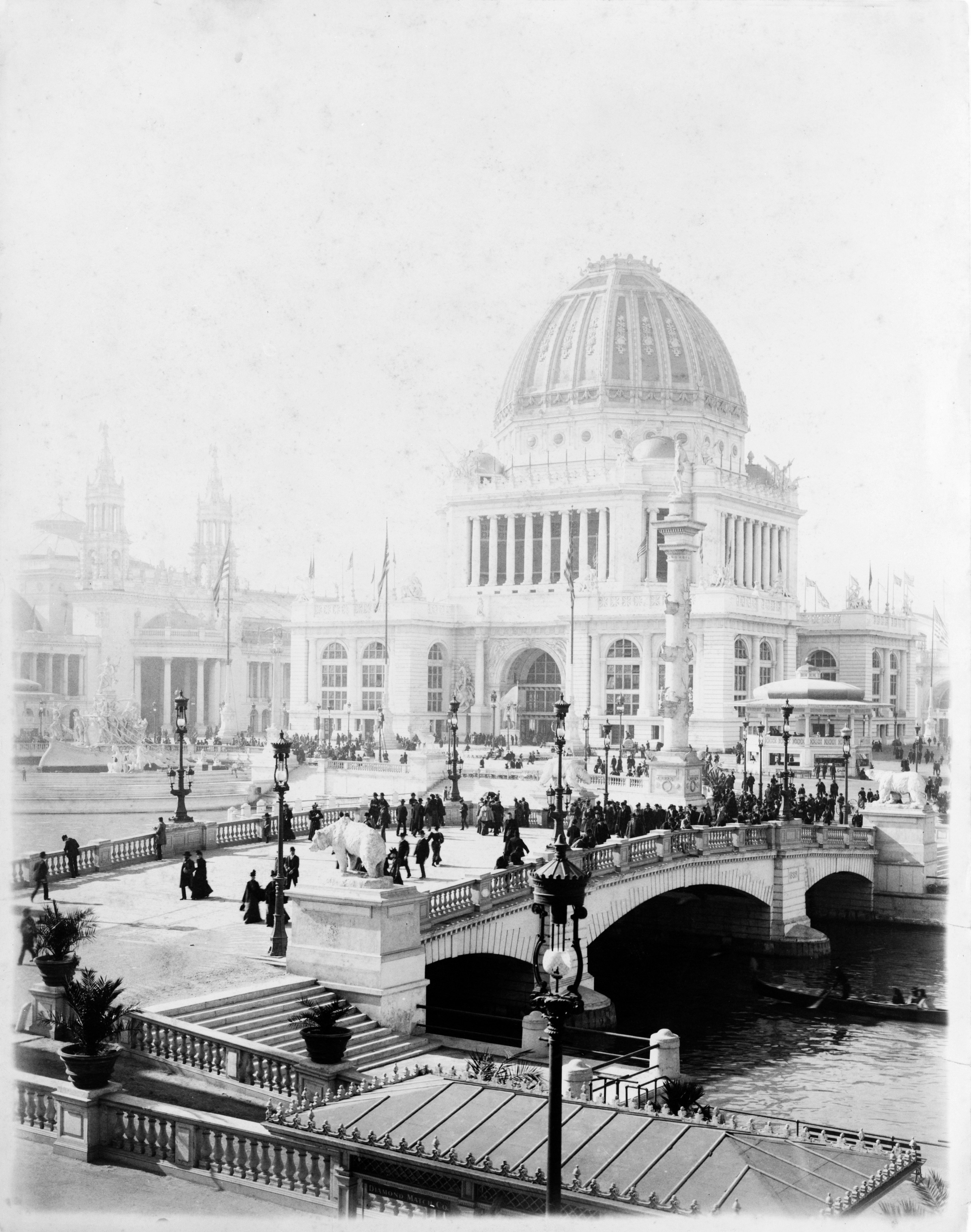
Světová kolumbijská výstava, Chicago, 1893
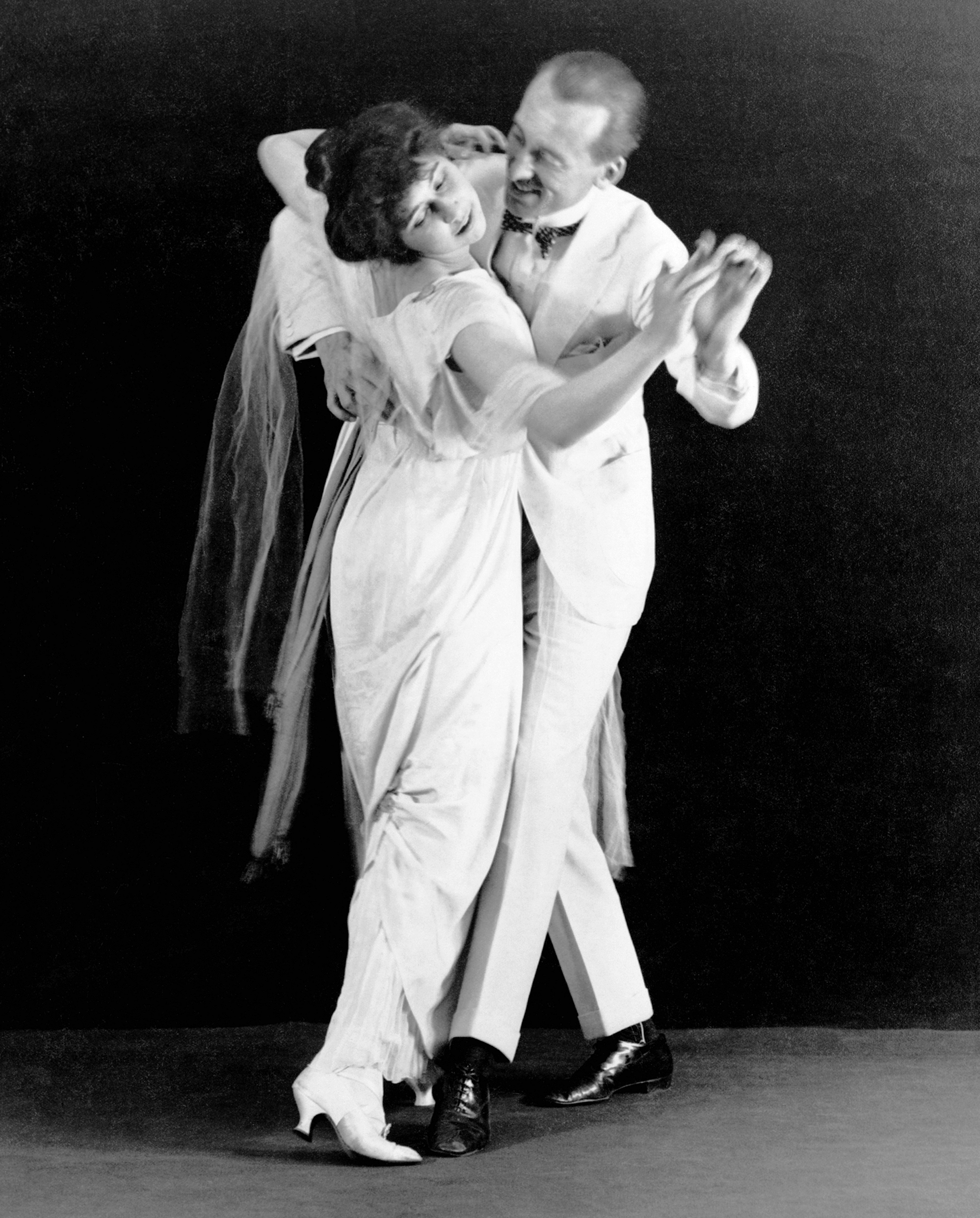
Vernon a Irene Castle, asi 1910
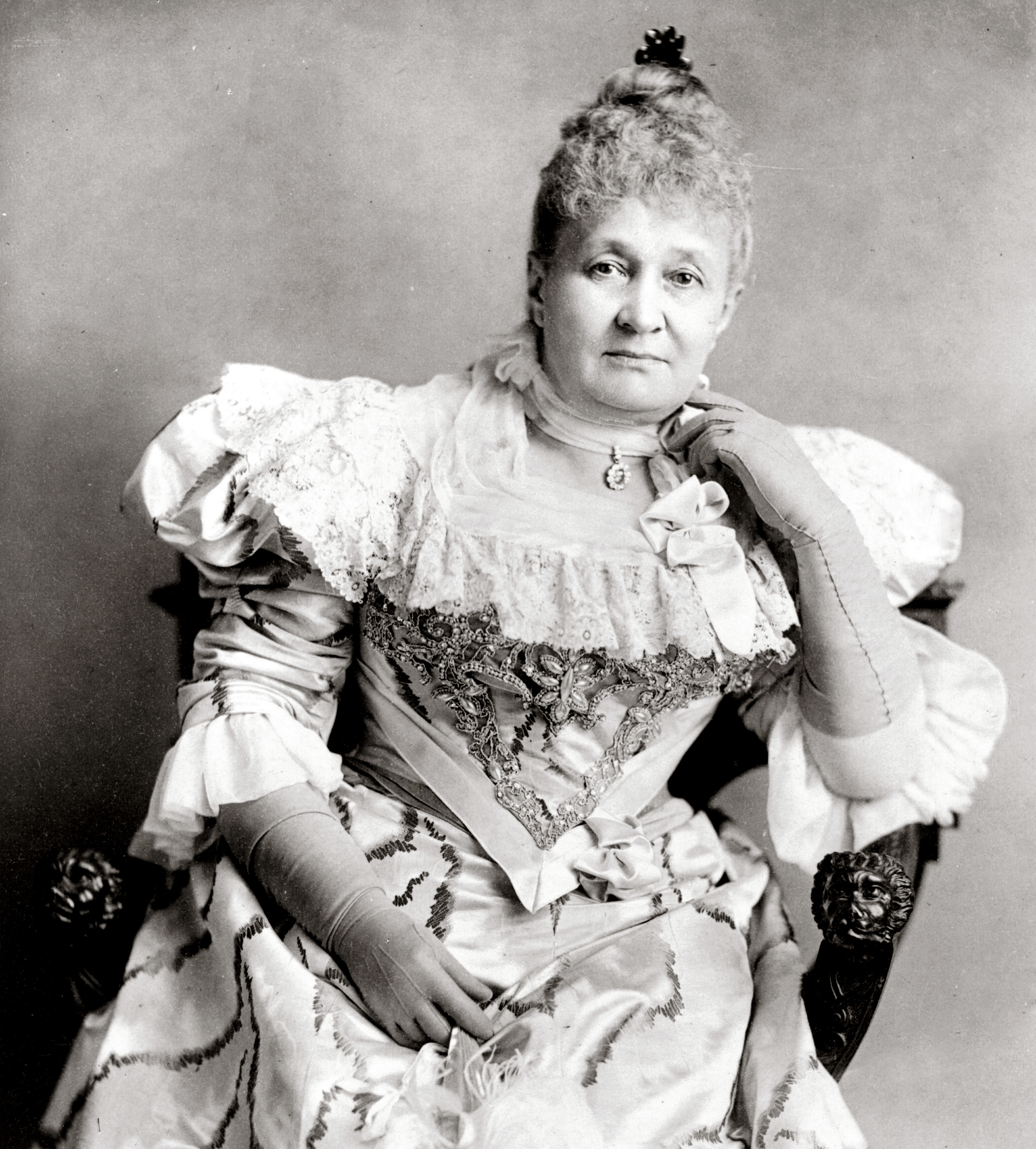
Sarah Adams Whittemore, 1900
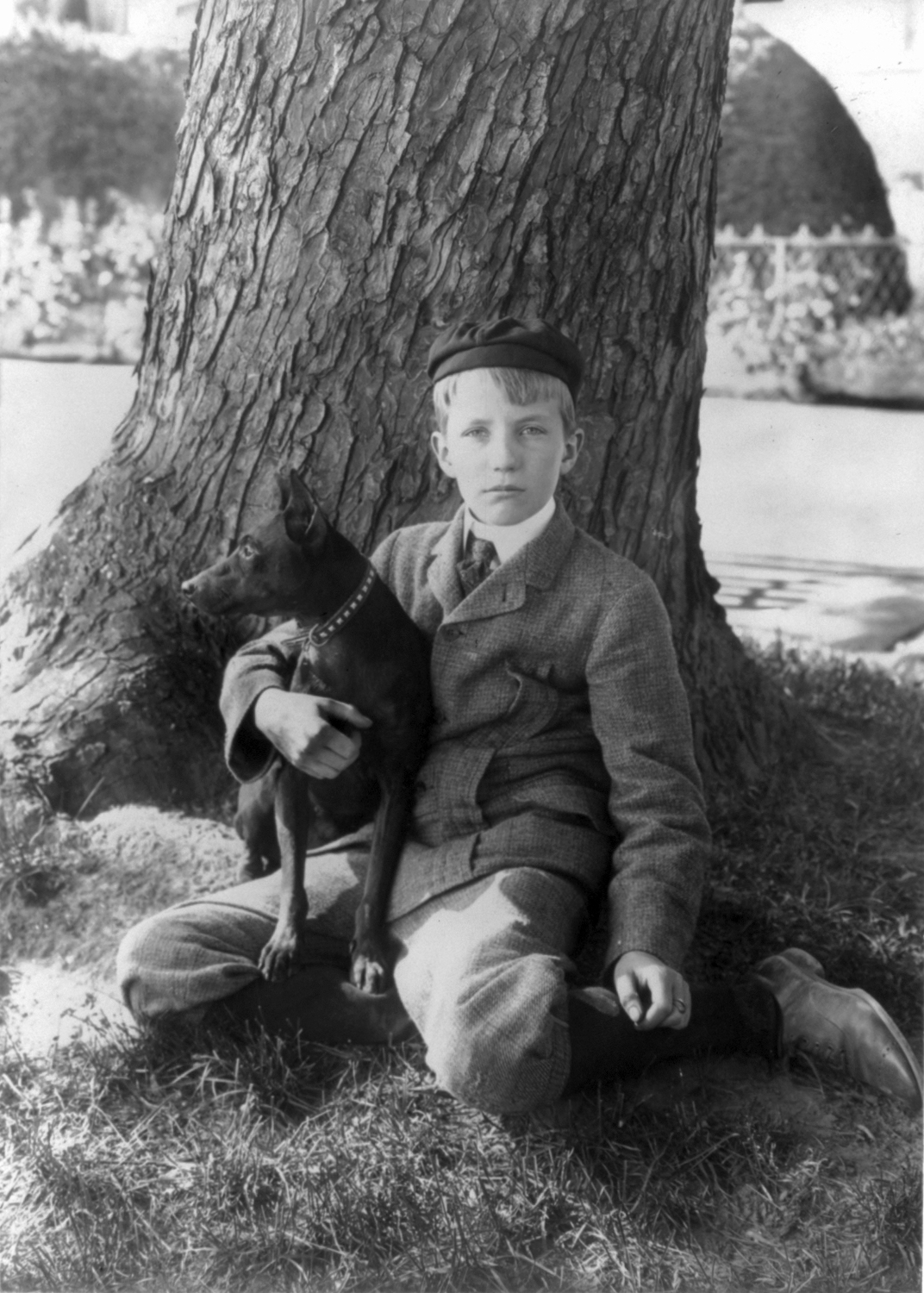
Kermit, syn prezidenta Roosevelta, 1902
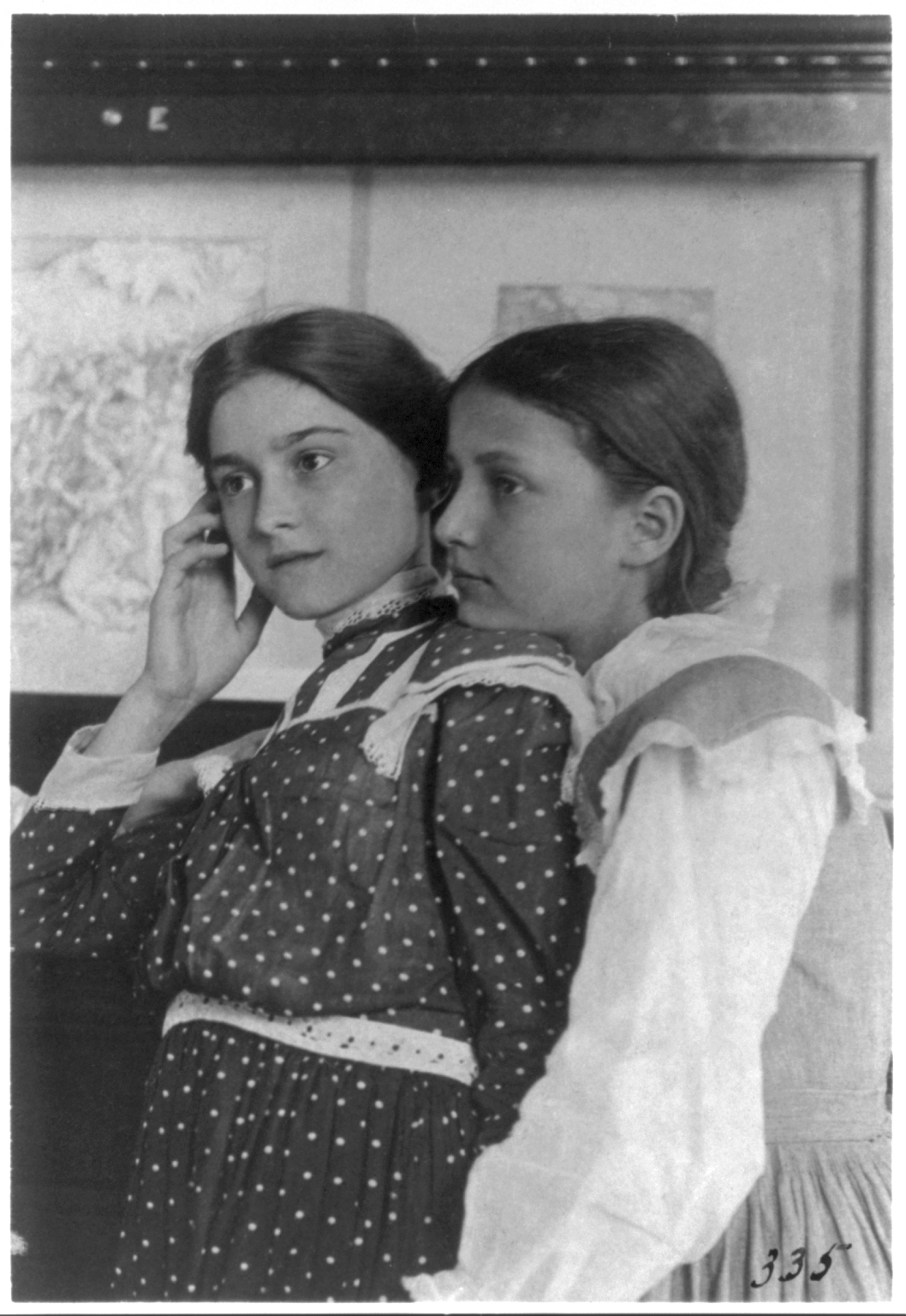
Dvě školačky, Washington
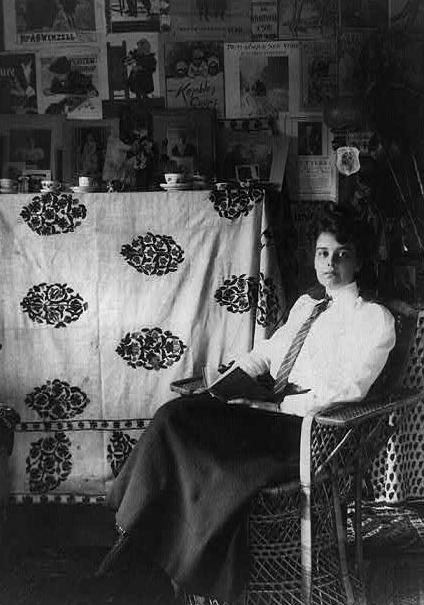
Spisovatelka Helen Hay Whitney